# Hydrodynastes
Hydrodynastes – rodzaj węży z podrodziny ślimaczarzy (Dipsadinae) w rodzinie połozowatych (Colubridae).

## Zasięg występowania
Rodzaj obejmuje gatunki występujące w Kolumbii, Wenezueli, Gujanie, Surinamie, Gujanie Francuskiej, Brazylii, Peru, Boliwii, Paragwaju i Argentynie.

## Systematyka

### Etymologia
- Hydrodynastes: gr. ὑδρο- hudro- „wodny-”, od ὑδωρ hudōr, ὑδατος hudatos „woda”[8]; δυναστης dunastēs „pan, władca”, od δυναμαι dunamai „móc, potrafić”[9].
- Lejosophis: gr. λειος leios „gładki”[10]; οφις ophis, οφεως opheōs „wąż”[11]. Gatunek typowy: Xenodon gigas A.M.C. Duméril, Bibron & A.H.A. Duméril, 1854.
- Dugandia: Armando Dugand (1906–1971), kolumbijski botanik i ornitolog[5]. Gatunek typowy: Coluber bicinctus Herrmann, 1804.

### Podział systematyczny
Do rodzaju należą następujące gatunki: 
- Hydrodynastes bicinctus (Hermann, 1804)
- Hydrodynastes gigas (Duméril, Bibron & Duméril, 1854) – żabojad argentyński[12]